# Тукай (Зирянський район)
Тука́й (рос. Тукай) — село у складі Зирянського району Томської області, Росія. Входить до складу Високівського сільського поселення.

## Населення
Населення — 33 особи (2010; 87 у 2002).
Національний склад (станом на 2002 рік):
- татари — 84 %